# Кларіно чорний
Кларі́но чорний (Entomodestes coracinus) — вид горобцеподібних птахів родини дроздових (Turdidae). Мешкає в Колумбії і Еквадорі.

## Поширення і екологія
Чорні кларіно живуть в гірських і рівнинних вологих тропічних лісах Анд. Трапляються на висоті від 400 до 1900 м над рівнем моря.